# Dichotomius mormon
Dichotomius mormon là một loài bọ cánh cứng trong họ Bọ hung (Scarabaeidae).